# Aeroportul Port-Gentil
Aeroportul Port-Gentil (IATA: POG, ICAO: FOOG) este un aeroport din Provincia Ogooué-Maritime, Gabon ce deservește zona Mandji. Aeroportul a fost tranzitat în 2016 de 181.145 de pasageri. A fost numit după zona deservită.
Situat la o altitudine de 4 m, aeroportul dispune de 1 pistă.

## Infrastructură

### Piste
Aeroportul dispune de o singură pistă. Pista are orientarea 03/21. 